# Hungária Group
A Hungária Group (Hungária Koncert) egy 1995-ben alapított vezető, magántulajdonban lévő, elsősorban Budapesten tevékenykedő magyar programszervező, idegenforgalmi, vendéglátó és catering cégcsoport. A Hungária Koncert Kft. 1995-ben alakult és Magyarországon elsőként kínált hagyományos folklór élményeket vendégei számára, megosztva az ország kulturális örökségét a látogatókkal. Tevékenységük többek között a védjegyüknek számító Dinner & Cruise™ hajós vacsorák szervezését, orgonakoncertek szervezését, a Hungarian GastroCellar és a KÖTÉNY. bisztró üzemeltetését és a Kazinczy utcai zsinagóga jegyeinek értékesítését is felöleli.
A családi vállalatcsoport legfontosabb üzletágai a turisztika, a viszonteladói értékesítés, valamint a vendéglátás. A turisztikai területhez tartozik az attrakciók üzemeltetése, idegenvezetett túrák és hajós városnézések szervezése, valamint kulturális rendezvények jegyértékesítése. A társaság székhelye Budapesten található. A vállalatcsoport vezetője Spasic Vladimir.
Tulajdonosai elkötelezettek a lokális turisztikai értékek, a hajózási emlékek megóvásában és felújításában. 

## A cég története

### Az alapítástól a Covid-19 járványig (1995–2020)
Miután az alapító Bécsből Budapestre költözött, először a bécsi nagykoncertek mintájára szervezett minőségi, komolyzenei koncerteket a Duna Palota épületében a Magyar Állami Népi Együttes, a Rajkó Művészegyüttes és a Duna Szimfonikusok szereplésével. Később a cég elindított folklór estjeit, amelyek Budapesten a legtovább, 2023-ig rendszeresen kerültek megrendezésre.
Az első Dinner & Cruise™ program a 2000-es évek elején indult az Európa Cégcsoporttal együttműködésben. A program létszáma és gyakorisága folyamatosan nőtt, a 2020-as évekre már minden nap indul rendszeres, 19:00 órás járat. A hajóútra 10 különböző jegytípus foglalható:
- Dinner & Cruise
- Hungarian Dinner & Cruise
- Wine & Dine Cruise
- Brunch & Cruise
- Prosecco & Cruise
- Open Bar & Cruise
- Bottomless Prosecco & Cruise
- Cocktail & Cruise
- Tokaji & Cruise
- Drink & Cruise
- Danube Cruise

A hajós programok sikerét követően a vállalatcsoport, Budapesten elsőként zsidó örökségi túrák szervezésébe kezdett a város "zsidónegyedének", azaz a volt budapesti gettó területének és történetének bemutatására. A túrák sikere a mai napig töretlen és napjainkig több ezer emberrel ismertette meg Budapest történetének ezen különleges részét.
Később a Hungária Group a Széchenyi Gyógyfürdő viszonteladó partnere lett és orgonakoncertek szervezésébe kezdett a Szent István Bazilikában.
2013-tól kezdve a Hungária Group a Budapest Card hivatalos városkártya viszonteladó partnere.
2019-ben a cégcsoport a Pálinka Experience Budapest-tel bővült, amely ma már Hungarian GastroCellar néven működik.
2019-ben rekordszámú több, mint 550.000.- jegyet értékesítettek vendégeiknek.

### A belföldi terjeszkedés és a szervezeti felépítés átalakításának évei (2020–2024)
Budapesten a Hungaria Group rendelkezik a legkiterjedtebb, összesen közel 600 hotelt és 700 idegenvezetőt magában foglaló viszonteladói hálózattal, amivel szinte minden Budapestre látogatóhoz el tudják juttatni az általuk értékesített programokat. A hálózat nem csupán nagy, ismert hoteleket, hanem kisebb Airbnb üzemeltetőket, egy-egy lakást üzemeltető magánszemélyeket is tartalmaz.
A fővárosban dolgozó beutaztató utazási irodákkal a cégnek évtizedes kapcsolata van és közülük is több, mint 300-at tudhatnak partnereik között. Ezt a beágyazottságukat jelentősen segíti, hogy tagjai és aktív résztvevői a Magyar Utazási Irodák Szövetségének (MUISZ), az Aranykulcs Szövetségnek (Les Clefs d’Or), a Magyar Szállodák és Éttermek Szövetségének (MSZÉSZ) és a Magyar Rendezvényszervezők Szövetségének (MaReSz) is.
A cégcsoport 9 db budapesti infó pult üzemeltetésével is foglalkozik, ahol értékesítő kollégáik segítik a vendégeket információval a városról és programokról.
A Covidot követően a cégcsoport vállalta a Kazinczy utcai ortodox zsinagóga értékesítési feladatainak ellátását és a túrák szervezését.
Később stratégiai célkitűzéssé vált a viszonteladói formában értékesített programok palettájának szélesítése így 2020 és 2024 között megállapodás született a Retró Élményközpont, a Madame Tussauds Budapest, a Néprajzi Múzeum, a DOBOZ romkocsma és klub, illetve a Szent István Bazilika belépőjegyeinek értékesítésére.
A cégcsoport 2022-től kezdve újraindította a Covid miatt leállított kocsmatúra programját is PubPass néven.
2022-ben megalapításra került a cégcsoport Király Catering leányvállalata, amely felel a belső hideg- és melegétel catering igények, valamint külső megrendelések teljesítéséért is.
2023-ban indult a cégcsoport első tradicionális értelemben vett gyártó vállalata Dunszt márkanéven, amely prémium szörpöket és lekvárokat állít elő és értékesít kis- és nagykereskedelmi forgalom egyaránt.
A cégcsoport két újabb egységgel bővült: az Újlipótvárosban, 2024 júliusában megnyíló KÖTÉNY. bisztró, amely egészséges, finom és megfizethető melegétel lehetőségeket kíván nyújtani a környéken élő és dolgozó, laktóz- és glutén érzékeny, illetve vegetáriánus vendégeknek; illetve az Eggscuse Me? Brunch & Bistro-val, amely brunch étterem a budapesti gasztronómiai paletta legújabb, üde színfoltjaként üzemel.

### A Hungária Group napjainkban
A Hungária Group elkötelezett a fejlesztések mellett és a maximális vendég-, illetve vásárlói élményre fókuszál. Az egységek és programok folyamatosan megújulnak és fejlődnek.
A Hungária Groupról a www.hungariagroup.com oldalon tájékozódhatnak.

## A cégcsoport nemzetközi kapcsolatai
Az Hungária Group nemzetközi értékesítési kapcsolatai szerteágazóak: több száz külföldi utazási irodával és utazásszervezővel és 250+ online viszonteladóval áll kapcsolatban.

## Szolgáltatásai

### Turisztika
A Hungária Group turisztikai ágazatának gerincét képviseli attrakciók üzemeltetése, idegenvezetett túrák és hajós városnézések szervezése, valamint kulturális rendezvények jegyértékesítése. A cég – a megfelelő partnerek bevonásával – transzfer szolgáltatások közvetítésével is foglalkozik. Egyéb szolgáltatások: rendezvény- és belépőjegyek online és személyes értékesítése, valamint rendezvény-, kongresszus- és konferenciaszervezés.

### Vendéglátás
A Hungária Group portfóliójában először a Pálinka Experience-szel jelent meg a vendéglátás. Később a Király Catering formájában az elérhető szolgáltatások köre jelentősen bővült, mára pedig minden vendéglátással kapcsolatos feladatot in-house oldanak meg. A cég legújabb egysége, a KÖTÉNY. bisztró 2024 júliusában nyitja meg kapuit.

### Viszonteladói értékesítés
A cégcsoport mára számos, jelentős budapesti turisztikai attrakció és szolgáltató viszonteladója. A közvetlen, B2C értékesítés mellett jelentős részt tesz ki működésükben a B2B2C viszonteladás számos partnerükön keresztül.

## A Hungária Group egységei és programjai 2024-ben
A Hungária Group márkához tartozó egységek és programok többségükben külföldi turistáknak szólnak, melyek Budapesten találhatóak, és változatos csoportokat céloznak.
- Dinner & Cruise™ (lásd fent) (saját üzemeltetés)
- Gasztronómiai szolgáltatások, egységek
  - Hungarian GastroCellar (korábban Pálinka Experience Budapest) (saját üzemeltetés)
  - Budapest PubPass – Kocsmatúra (saját üzemeltetés)
  - DOBOZ Belépőjegy értékesítés (viszonteladás)
- Leányvállalatok
  - Király Catering
  - KÖTÉNY.
  - Dunszt
- Kulturális szolgáltatások, egységek
  - Orgonakoncert a Szent István Bazilikában (saját üzemeltetés)
  - Belépőjegy a Szent István Bazilikába (viszonteladás)
  - Exkluzív túra és koncert a Szent István Bazilikában (viszonteladás)
  - Kazinczy utcai zsinagóga látogatás (viszonteladás)
  - Dohány utcai zsinagóga látogatás (viszonteladás)
  - Zsidó örökség túra (saját üzemeltetés)
  - Zsidó kincsek túra (saját üzemeltetés)
  - Folklór Előadás a Rajkó zenekarral (saját üzemeltetés) (szünetel)
  - Madame Tussauds belépő (viszonteladás)
  - Retro Élményközpont belépő (viszonteladás)
  - Halászbástya belépő (viszonteladás)
  - Néprajzi Múzeum belépő (viszonteladás)
  - Széchenyi Gyógyfürdő és Uszoda (viszonteladás)
  - Szent Gellért Gyógyfürdő és Uszoda (viszonteladás)
  - Palatinus Gyógy- és Strandfürdő (viszonteladás)
  - Szent lukács Gyógyfürdő és Uszoda (viszonteladás)
- Budapest Card viszonteladói értékesítés (viszonteladás)[12]

## Érdekességek
- Az utcai jegyértékesítő munkatársak jelentős része turisztikai vonalon tanuló diák- vagy idénymunkás. A Hungária Group által foglalkoztatott diákok közül számos korábbi munkatárs ma közvetlenül vagy közvetve, más cégek képviseletében dolgozik együtt a cégcsoporttal.
- A Hungária Group indította a legelső zsidó tematikájú városnéző túrát Budapesten.
- A cég számos bejegyzett védjegye között szerepelnek a Dinner & Cruise™, a Brunch & Cruise™ és a Drink & Cruise™ kifejezések.
- 2025-ben 30 éves a cégcsoport, ezzel az egyik legrégebbi és legmeghatározóbb budapesti turisztikai vállalat.

## Díjai, elismerései
- Best in Budapest díj (2004)
- TripAdvisor Traveller's Choice Awards (2021)
- TripAdvisor Traveller's Choice Awards (2022)
- TripAdvisor Traveller's Choice Awards (2023)
- TripAdvisor Traveller's Choice Awards (2024)